# Nyergesújfalu
Nyergesújfalu (tyska: Neudorf) är en mindre stad i provinsen Komárom-Esztergom i Ungern. Nyergesújfalu ligger i distriktet Esztergom och hade år 2020 totalt 7 243 invånare.